# Dolmen von Verdier Petit

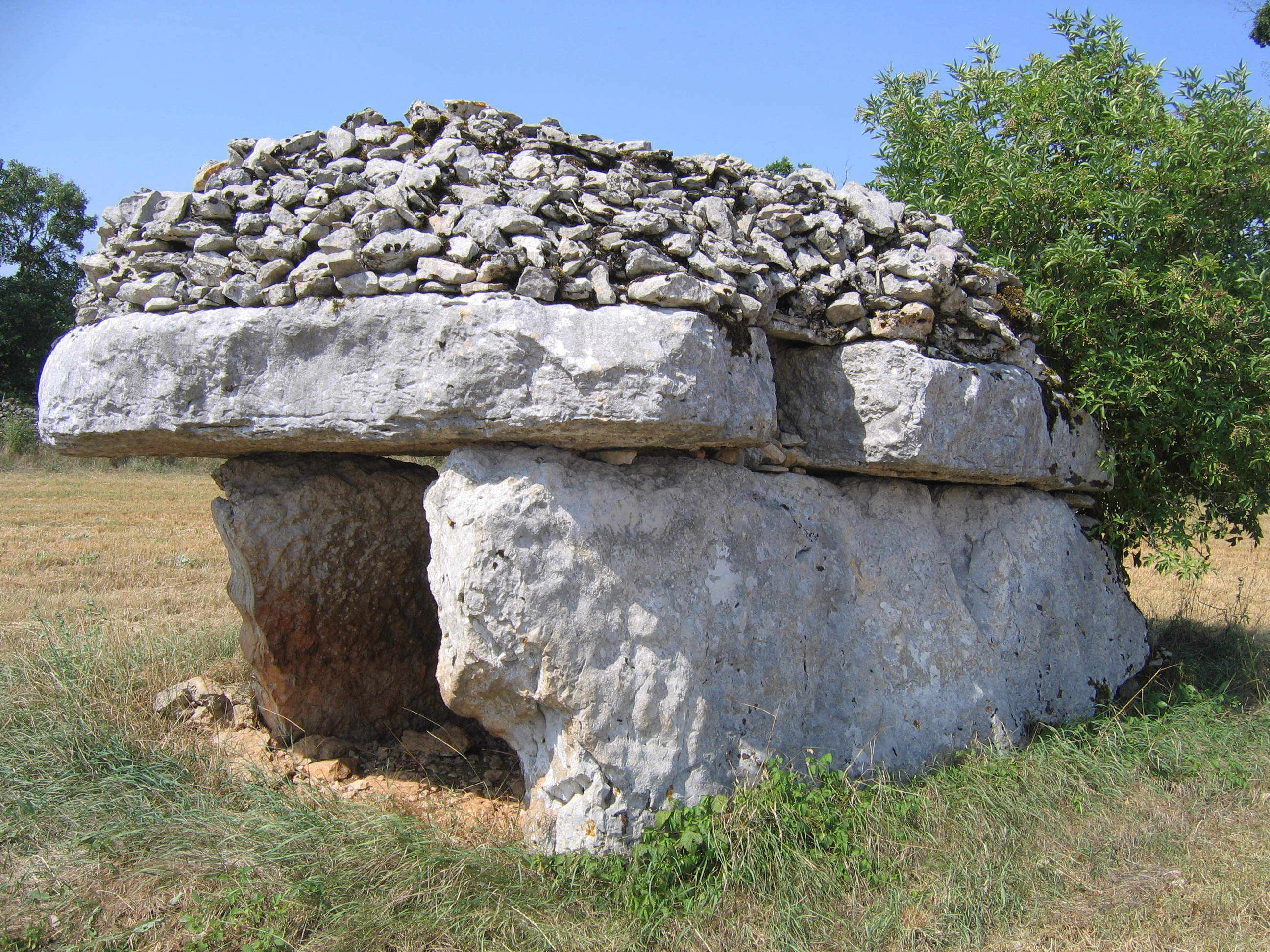
Dolmen von Verdier Petit

Der Dolmen von Verdier Petit liegt östlich von Durbans und nördlich des Aérodrome de Figeac-Livernon in der Gemeinde Durbans im Département Lot in Frankreich. Dolmen ist in Frankreich der Oberbegriff für neolithische Megalithanlagen aller Art (siehe: Französische Nomenklatur).
Der Dolmen simple von Verdier Petit ist massiv. Seine beiden seitlichen Tragsteine tragen eine 5,5 m lange, 2,9 m breite und 40 cm dicke Deckenplatte. Ihr Gewicht wird auf 12 Tonnen geschätzt. Der Endstein oder ein entsprechender Trockenmauerwerkabschluss fehlt ebenso wie die Zugangskonstruktion.
Er ist mit einem riesigen Haufen Lesesteine bedeckt, durch deren Gewicht die Deckenplatte in der Mitte gebrochen ist.
In der Nähe liegen der Dolmen des Combarols, der Dolmen de La Borie Grande und der Dolmen des Roques.